# Општина Хуарез (Чивава)
Хуарез (шп. Juárez) општина је у Мексику у савезној држави Чивава. Општина се налази на надморској висини од 1137 м.

## Становништво
Према подацима из 2010. у општини је живело 1332131 становника.

### Хронологија
| Година       | 2000                      | 2005                      | 2010                      |
| ------------ | ------------------------- | ------------------------- | ------------------------- |
| Становништво | 1218817 (612799 / 606018) | 1313338 (658346 / 654992) | 1332131 (665691 / 666440) |

### Попис
| \| \| м \| \| \| ж \| \| 0—2 \| 38.864 \| \| \| 37.693 \| \| 3—5 \| 43.354 \| \| \| 41.724 \| \| 6—11 \| 82.252 \| \| \| 79.333 \| \| 12—14 \| 37.532 \| \| \| 36.490 \| \| 15—17 \| 36.458 \| \| \| 35.620 \| \| 18—24 \| 77.176 \| \| \| 76.970 \| \| 60+ \| 36.118 \| \| \| 43.914 \| \| Просек : \| 28,5 \| \| \| 29,1 \| |        |  |  |        |
| |        |  |  |        |
| | м      |  |  | ж      |
| 0—2 | 38.864 |  |  | 37.693 |
| 3—5 | 43.354 |  |  | 41.724 |
| 6—11 | 82.252 |  |  | 79.333 |
| 12—14 | 37.532 |  |  | 36.490 |
| 15—17 | 36.458 |  |  | 35.620 |
| 18—24 | 77.176 |  |  | 76.970 |
| 60+ | 36.118 |  |  | 43.914 |
| Просек : | 28,5   |  |  | 29,1   |

| #   | Индикатор                                                                                        | Вредност |
| --- | ------------------------------------------------------------------------------------------------ | -------- |
| 1   | Становништво од 0 до 2 године                                                                    | 76557    |
| 2   | Мушко становништво од 0 до 2 године                                                              | 38864    |
| 3   | Женско становништво од 0 до 2 године                                                             | 37693    |
| 4   | Становништво са 3 и више година                                                                  | 1189615  |
| 5   | Мушко становништво са 3 и више година                                                            | 593837   |
| 6   | Женско становништво са 3 и више година                                                           | 595778   |
| 7   | Становништво са 5 и више година                                                                  | 1132347  |
| 8   | Мушко становништво са 5 и више година                                                            | 564817   |
| 9   | Женско становништво са 5 и више година                                                           | 567530   |
| 10  | Становништво са 12 и више година                                                                 | 942952   |
| 11  | Мушко становништво са 12 и више година                                                           | 468231   |
| 12  | Женско становништво са 12 и више година                                                          | 474721   |
| 13  | Становништво са 15 и више година                                                                 | 868930   |
| 14  | Мушко становништво са 15 и више година                                                           | 430699   |
| 15  | Женско становништво са 15 и више година                                                          | 438231   |
| 16  | Становништво са 18 и више година                                                                 | 796852   |
| 17  | Мушко становништво са 18 и више година                                                           | 394241   |
| 18  | Женско становништво са 18 и више година                                                          | 402611   |
| 19  | Становништво од 3 до 5 година                                                                    | 85078    |
| 20  | Мушко становништво од 3 до 5 година                                                              | 43354    |
| 21  | Женско становништво од 3 до 5 година                                                             | 41724    |
| 22  | Становништво од 6 до 11 година                                                                   | 161585   |
| 23  | Мушко становништво од 6 до 11 година                                                             | 82252    |
| 24  | Женско становништво од 6 до 11 година                                                            | 79333    |
| 25  | Становништво од 8 до 14 година                                                                   | 180716   |
| 26  | Мушко становништво од 8 до 14 година                                                             | 91833    |
| 27  | Женско становништво од 8 до 14 година                                                            | 88883    |
| 28  | Становништво од 12 до 14 година                                                                  | 74022    |
| 29  | Мушко становништво од 12 до 14 година                                                            | 37532    |
| 30  | Женско становништво од 12 до 14 година                                                           | 36490    |
| 31  | Становништво од 15 до 17 година                                                                  | 72078    |
| 32  | Мушко становништво од 15 до 17 година                                                            | 36458    |
| 33  | Женско становништво од 15 до 17 година                                                           | 35620    |
| 34  | Становништво од 18 до 24 године                                                                  | 154146   |
| 35  | Мушко становништво од 18 до 24 године                                                            | 77176    |
| 36  | Женско становништво од 18 до 24 године                                                           | 76970    |
| 37  | Женско становништво од 15 до 49 година                                                           | 348673   |
| 38  | Становништво са 60 и више година                                                                 | 80032    |
| 39  | Мушко становништво са 60 и више година                                                           | 36118    |
| 40  | Женско становништво са 60 и више година                                                          | 43914    |
| 41  | Однос између мушкараца и жена                                                                    | 99.89    |
| 42  | Становништво од нуле до 14 година                                                                | 397242   |
| 43  | Становништво од 15 до 64 године                                                                  | 816451   |
| 44  | Становништво од 65 година и више                                                                 | 52479    |
| 45  | Просечан број деце                                                                               | 2.22     |
| 46  | Становништво рођено у ентитету                                                                   | 832177   |
| 47  | Мушко становништво рођено у ентитету                                                             | 414604   |
| 48  | Женско становништво рођено у ентитету                                                            | 417573   |
| 49  | Становништво рођено у другом ентитету                                                            | 375233   |
| 50  | Мушко становништво рођено у другом ентитету                                                      | 187842   |
| 51  | Женско становништво рођено у другом ентитету                                                     | 187391   |
| 52  | Становништво од 5 година и више резидентно у ентитету у јуну 2005. године                        | 1073355  |
| 53  | Мушко становништво старосног доба од 5 година и више, резидентно у ентитету у јуну 2005. године  | 533479   |
| 54  | Женско становништво старосног доба од 5 и више година, резидентно у ентитету у јуну 2005. године | 539876   |
| 55  | Становништво од 5 година и више које је живело у другом ентитету у јуну 2005. године             | 31721    |
| 56  | Мушко становништво старије од 5 година које је живело у другом ентитету у јуну 2005. године      | 15947    |
| 57  | Женско становништво старије од 5 година које је живело у другом ентитету у јуну 2005. године     | 15774    |
| 58  | Становништво од 3 године и више које говори аутохтони језик                                      | 6680     |
| 59  | Мушко становништво старо 3 године и више које говори аутохтони језик                             | 3784     |
| 60  | Женско становништво старо 3 године и више које говори аутохтони језик                            | 2896     |
| 61  | Становништво од 3 године и више које говори аутохтони језик и не говори шпански језик            | 19       |
| 62  | Мушко становништво старо 3 године и више које говори аутохтони језик и не говори шпански         | 8        |
| 63  | Женско становништво старо 3 године и више које говори аутохтони језик и не говори шпански језик  | 11       |
| 64  | Становништво старо 3 године и више које говори аутохтони језик и шпански                         | 4593     |
| 65  | Мушко становништво старо 3 године и више које говори аутохтони језик и шпански                   | 2592     |
| 66  | Женско становништво старо 3 године и више које говори аутохтони језик и шпански                  | 2001     |
| 67  | Становништво од 5 година и више које говори аутохтони језик                                      | 6574     |
| 68  | Становништво од 5 година и више које говори аутохтони језик и не говори шпански језик            | 16       |
| 69  | Становништво од 5 година и више које говори аутохтони језик и говори шпански језик               | 4549     |
| 70  | Становништво у домородачким домаћинствима                                                        | 14322    |
| 71  | Становништво са ограничењима у активностима                                                      | 48621    |
| 72  | Становништво са ограниченим ходањем или кретањем, горе или доле                                  | 24230    |
| 73  | Становници са ограничењима вида, чак и уз кориштење сочива                                       | 17651    |
| 74  | Становништво са ограничењима говора, комуникације или конверзације                               | 3750     |
| 75  | Становништво са ограниченим слухом                                                               | 3769     |
| 76  | Становништво са ограничењима при одевању, купању или јелу                                        | 2267     |
| 77  | Становништво са ограничењима у опажању или учењу једноставних ствари                             | 1963     |
| 78  | Становништво са менталним ограничењима                                                           | 4321     |
| 79  | Становништво без ограничења активности                                                           | 1203333  |
| 80  | Становништво од 3 до 5 година које не похађа школу                                               | 54595    |
| 81  | Мушко становништво од 3 до 5 година које не похађа школу                                         | 27832    |
| 82  | Женско становништво од 3 до 5 година које не похађа школу                                        | 26763    |
| 83  | Становништво од 6 до 11 година које не похађа школу                                              | 4798     |
| 84  | Мушко становништво од 6 до 11 година које не похађа школу                                        | 2471     |
| 85  | Женско становништво од 6 до 11 година које не похађа школу                                       | 2327     |
| 86  | Становништво од 12 до 14 година које не похађа школу                                             | 5122     |
| 87  | Мушко становништво од 12 до 14 година које не похађа школу                                       | 2680     |
| 88  | Женско становништво од 12 до 14 година које не похађа школу                                      | 2442     |
| 89  | Становништво од 15 до 17 година похађа школу                                                     | 50420    |
| 90  | Мушко становништво од 15 до 17 година похађа школу                                               | 25698    |
| 91  | Женско становништво између 15 и 17 година живота у школи                                         | 24722    |
| 92  | Становништво од 18 до 24 године похађа школу                                                     | 44870    |
| 93  | Мушко становништво од 18 до 24 године похађа школу                                               | 23087    |
| 94  | Женско становништво од 18 до 24 године похађа школу                                              | 21783    |
| 95  | Становништво од 8 до 14 година које не може да чита и пише                                       | 2995     |
| 96  | Мушко становништво старосног доба од 8 до 14 година које не може да чита и пише                  | 1831     |
| 97  | Женско становништво старосног доби од 8 до 14 година које не може да чита и пише                 | 1164     |
| 98  | Становништво од 15 година и више које је неписмено                                               | 16373    |
| 99  | Мушко становништво од 15 година и више које је неписмено                                         | 7474     |
| 100 | Женско становништво од 15 година и више које је неписмено                                        | 8899     |
| 101 | Становништво старо 15 и више година без школовања                                                | 25816    |
| 102 | Мушко становништво старо 15 и више година без школовања                                          | 12135    |
| 103 | Женско становништво старо 15 и више година без школовања                                         | 13681    |
| 104 | Становништво старосног доба 15 и више година са непотпуним основним образовањем                  | 75149    |
| 105 | Мушко становништво старосног доба од 15 година и више са непотпуном основним образовањем         | 36271    |
| 106 | Женско становништво старосног доба 15 и више година са непотпуном основним образовањем           | 38878    |
| 107 | Становништво старо 15 и више година са комплетним основним образовањем                           | 174366   |
| 108 | Мушко становништво старо 15 година и више са комплетним основним образовањем                     | 82473    |
| 109 | Женско становништво старо 15 и више година са комплетним основним образовањем                    | 91893    |
| 110 | Становништво старосног доба 15 и више година са непотпуним средњим образовањем                   | 49328    |
| 111 | Мушко становништво старосног доба од 15 година и више са непотпуним средњим образовањем          | 25874    |
| 112 | Женско становништво старосног доба од 15 година и више са непотпуним средњим образовањем         | 23454    |
| 113 | Становништво старо 15 и више година са пуним секундарном образовањем                             | 214167   |
| 114 | Мушко становништво старосног доба од 15 година и више са пуним секундарном образовањем           | 103425   |
| 115 | Женско становништво старосног доба од 15 година и више са пуним секундарном образовањем          | 110742   |
| 116 | Становништво старије од 18 година са постосновним образовањем                                    | 280384   |
| 117 | Мушко становништво старије од 18 година са постосновним образовањем                              | 147129   |
| 118 | Женско становништво старије од 18 година са постосновним образовањем                             | 133255   |
| 119 | Просечна оцена школовања                                                                         | 9.03     |
| 120 | Просечан ниво образовања мушке популације                                                        | 9.18     |
| 121 | Просечан ниво образовања женског становништва                                                    | 8.89     |
| 122 | Економски активно становништво                                                                   | 530465   |
| 123 | Економски активна мушка популација                                                               | 345981   |
| 124 | Економски активна женска популација                                                              | 184484   |
| 125 | Становништво које није економски активно                                                         | 402323   |
| 126 | Мушко становништво које није економски активно                                                   | 116769   |
| 127 | Женско становништво које није економски активно                                                  | 285554   |
| 128 | Запослено становништво                                                                           | 496320   |
| 129 | Запослено мушко становништво                                                                     | 319186   |
| 130 | Запослено женско становништво                                                                    | 177134   |
| 131 | Незапослена популација                                                                           | 34145    |
| 132 | Незапослена мушка популација                                                                     | 26795    |
| 133 | Незапослена женска популација                                                                    | 7350     |
| 134 | Становништво без права на здравствене услуге                                                     | 325215   |
| 135 | Становништво које има право на здравствене услуге                                                | 931552   |
| 136 | Становништво које има право на ИМСС                                                              | 697496   |
| 137 | Становништво које има право на социјално осигурање                                               | 32602    |
| 138 | Становништво које има право на државно социјално осигурање                                       | 3259     |
| 139 | Становништво које има право на опште осигурање или здравствено осигурање за нову генерацију      | 148412   |
| 140 | Становништво које је било једном или није било у браку током 12 година и више                    | 313995   |
| 141 | Венчано или уједињено становништво од 12 година и више                                           | 526363   |
| 142 | Становништво које је било у браку или уједињено 12 година и више                                 | 94060    |
| 143 | Становништво са католичком религијом                                                             | 918853   |
| 144 | Протестанти, еванђелисти и библијски следбеници различити од еванђелиста                         | 178199   |
| 145 | Становништво са другим религијама различитим од претходних                                       | 646      |
| 146 | Становништво без религије                                                                        | 140231   |
| 147 | Укупно пописаних домаћинства                                                                     | 342928   |
| 148 | Пописна домаћинства на челу са мушкарцима                                                        | 257876   |
| 149 | Пописна домаћинства на челу са женама                                                            | 85052    |
| 150 | Становништво у пописним домаћинствима                                                            | 1263669  |
| 151 | Становништво у пописним домаћинствима на челу са мушкарцима                                      | 979352   |
| 152 | Становништво у пописним домаћинствима на челу са женама                                          | 284317   |
| 153 | Укупно домаћинстава                                                                              | 488862   |
| 154 | Укупно насељених домаћинстава                                                                    | 364639   |
| 155 | Укупно приватних кућа                                                                            | 467151   |
| 156 | Насељени приватни домови                                                                         | 342928   |
| 157 | Укупно насељених приватних кућа                                                                  | 364562   |
| 158 | Ненасељене приватне куће                                                                         | 111103   |
| 159 | Појединачна домаћинства за привремену употребу                                                   | 13120    |
| 160 | Становници у насељеним приватним кућама                                                          | 1263669  |
| 161 | Насељеност станара у приватним становима                                                         | 3.68     |
| 162 | Просечно становника по соби у приватним насељеним домаћинствима                                  | 0.97     |
| 163 | Појединачна домаћинства са подовима од различитих материјала од земље                            | 332500   |
| 164 | Појединачна домаћинства у приземљу                                                               | 6878     |
| 165 | Појединачна домаћинства са једном спаваћом собом                                                 | 108151   |
| 166 | Појединачна домаћинства са две спаваће собе и више                                               | 231351   |
| 167 | Појединачна домаћинства са једним собом                                                          | 13939    |
| 168 | Појединачна домаћинства са две собе                                                              | 50589    |
| 169 | Појединачна домаћинства са 3 собе и више                                                         | 274563   |
| 170 | Појединачна домаћинства која имају електрично светло                                             | 339031   |
| 171 | Појединачна домаћинства која немају електрично светло                                            | 939      |
| 172 | Појединачна домаћинства која имају водоводну воду у стамбеном простору                           | 332588   |
| 173 | Појединачна домаћинства која немају водоводну воду у стамбеном простору                          | 6754     |
| 174 | Појединачна домаћинства која имају тоалет                                                        | 337386   |
| 175 | Појединачна домаћинства која имају канализацију                                                  | 335603   |
| 176 | Појединачна домаћинства која немају канализацију                                                 | 3542     |
| 177 | Појединачна домаћинства која имају електрично светло, довод воде из јавне мреже и канализацију   | 329610   |
| 178 | Појединачна домаћинства без икаквих услова                                                       | 827      |
| 179 | Појединачна домаћинства која имају радио                                                         | 294837   |
| 180 | Појединачна домаћинства која имају телевизор                                                     | 334745   |
| 181 | Појединачна домаћинства која имају фрижидер                                                      | 326382   |
| 182 | Појединачна домаћинства која имају машину за веш                                                 | 283083   |
| 183 | Појединачна домаћинства која имају аутомобил или комби                                           | 219071   |
| 184 | Појединачна домаћинства која имају рачунар                                                       | 119129   |
| 185 | Појединачна домаћинства која имају фиксну телефонску линију                                      | 157298   |
| 186 | Појединачна домаћинства која имају мобилни телефон                                               | 265646   |
| 187 | Појединачна домаћинства која имају приступ интернету                                             | 87609    |